# IButton

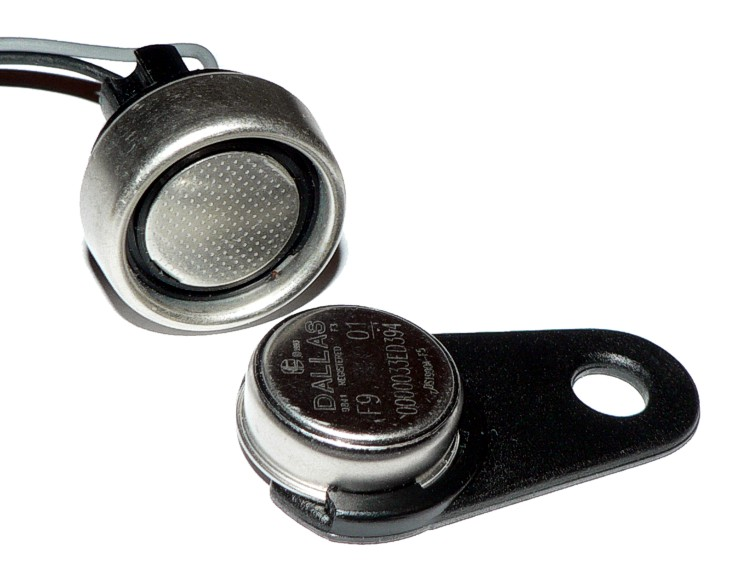
Klucz i sensor odczytu

iButton – rodzaj obudowy układów scalonych (a zarazem rodzaj złącza) z magistralą 1-Wire, wprowadzony i używany przez firmę Dallas Semiconductor, dlatego nazywany jest Dallas key.

## Budowa
iButton jest to układ scalony zawarty w obudowie o średnicy 16 mm wykonanej z nierdzewnej stali. Górna i dolna pokrywa obudowy są odizolowane elektrycznie przez pierścień polipropylenowy tak, że stanowią wyprowadzenia interfejsu 1-Wire poprzez który odbywa się wymiana informacji z układem scalonym. Hermetyczna stalowa obudowa zapewnia zabezpieczenie przeciw czynnikom zewnętrznym.

## Zasilanie
W normalnym wykonaniu iButton nie zawiera wewnętrznego źródła energii. Układ wykorzystuje zasilanie pasożytnicze poprzez konsumpcję energii bezpośrednio z interfejsu 1-Wire.

## Wykorzystanie

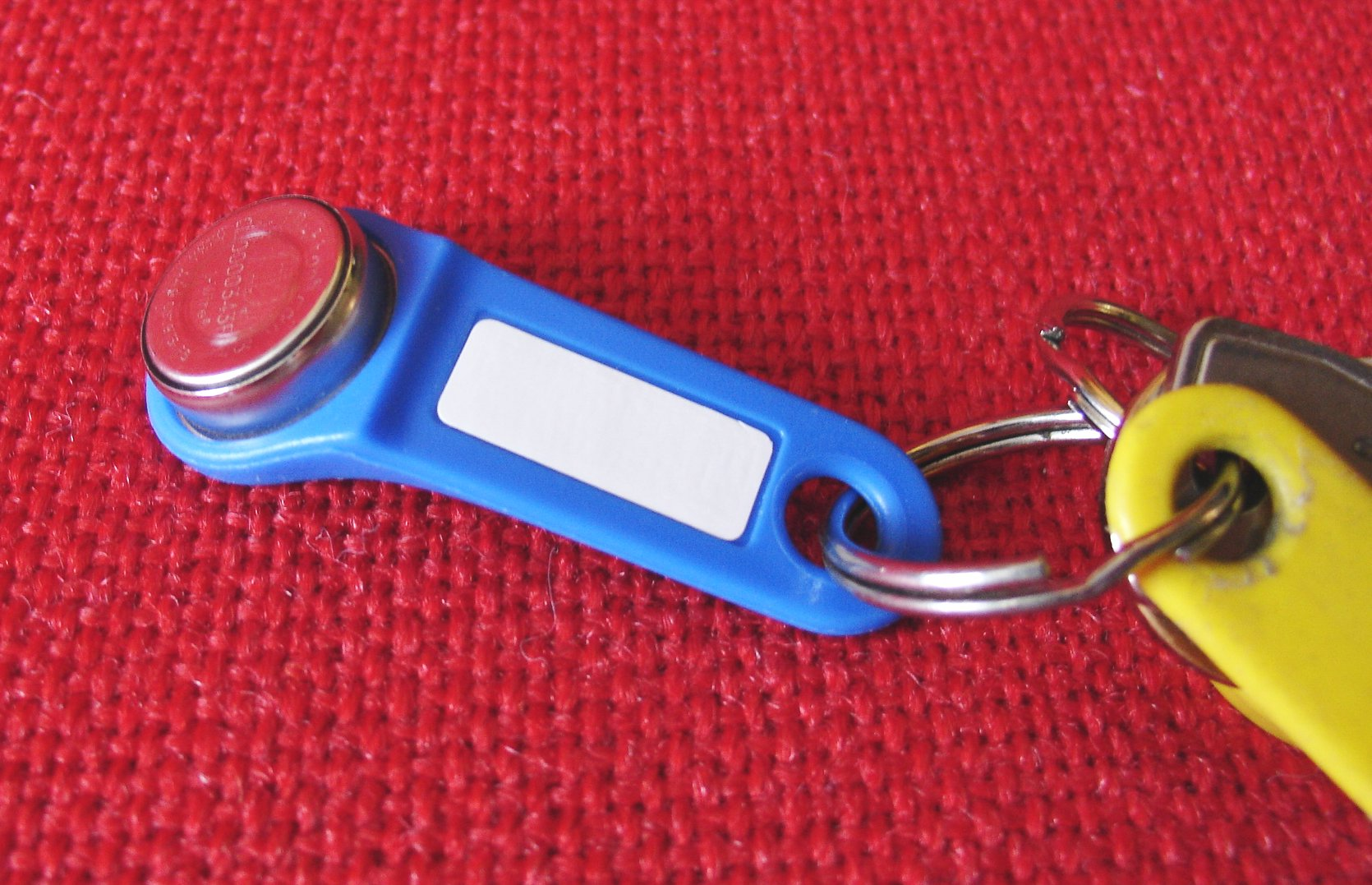
Klucz iButton wykorzystujący połączenie typu 1-Wire

Każdy iButton ma unikatowy i niezmienialny kod zgodny z układami serii 1W, zawierający typ układu oraz jego indywidualny numer utworzony przez przepalenie odpowiednich połączeń laserem na układzie wewnątrz obudowy. Adres (np. szesnastkowo 2700000095C33108) może być odczytany i użyty do identyfikacji typu układu jak i każdego układu iButton.
Układy iButton są wykorzystywane w aplikacjach kontroli dostępu, logowania wykonanych zadań, inwentaryzacji, itd. Są one montowane jako aktywna część kluczy elektronicznych (na zdjęciu). Dallas umieszcza w iButton następujące grupy typów układów:
- Address Only (ang. tylko adres) - używane głównie jako klucz,
- Memory (pamięć) - zarówno RAM jak i EPROM i EEPROM, używane do przenoszenia i wprowadzania danych do urządzeń,
- Real-Time Clock (zegar czasu rzeczywistego) - zawiera zegar czasu rzeczywistego,
- Secure (bezpieczny) - pamięć z szyfrowaniem,
- Data Loggers (pobieranie danych) - np. termometry, mierniki wilgotności powietrza.

Producent szacuje, że na świecie używanych jest co najmniej 175 milionów urządzeń iButton.

## Komunikacja
Informacja może być transmitowana pomiędzy iButton i czytnikiem z prędkością do 142 kbps. Rozpoczęcie komunikacji następuje przez przyłożenie metalowej obudowy iButton do czytnika w taki sposób, aby obydwie elektrody interfejsu były elektrycznie połączone z odpowiednimi elementami czytnika. Następuje wówczas dostarczenie energii elektrycznej do układu i inicjalizacja protokołu iButton.